# 希茨基希

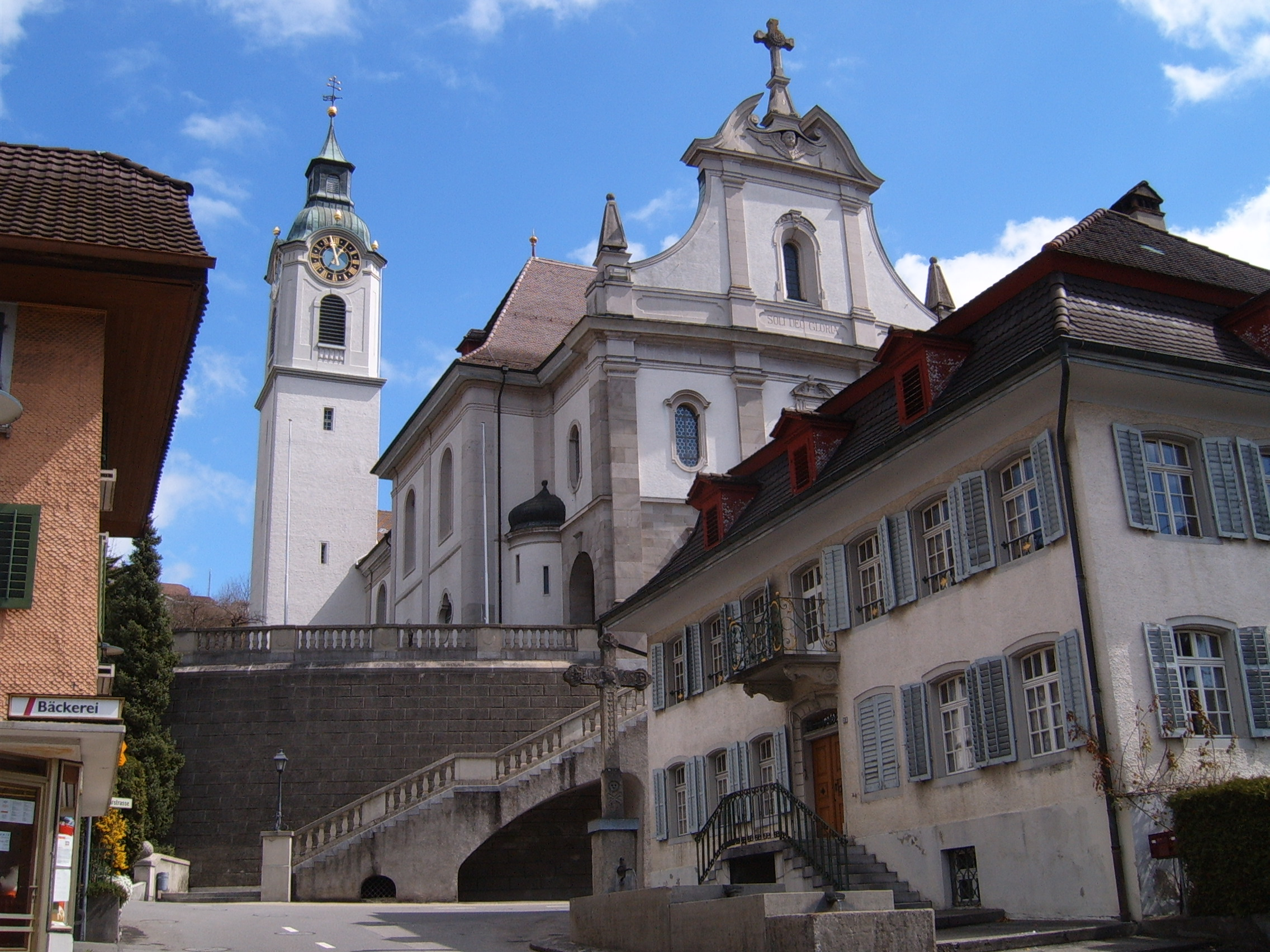

希茨基希（德语：Hitzkirch）是瑞士的城鎮，位於該國中部，由琉森州負責管轄，面積24.71平方公里，六成半土地是農業用地，海拔高度498米，2011年人口4,775，人口密度每平方公里193人。